# Beurlenichthys ouricuriensis
Beurlenichthys ouricuriensis è un pesce osseo estinto, appartenente ai teleostei. Visse nel Cretaceo inferiore (Aptiano - Albiano, circa 113 - 110 milioni di anni fa) e i suoi resti fossili sono stati ritrovati in Brasile.

## Descrizione
Questo piccolo pesce era piuttosto simile a una sardina, e solitamente non superava i 10 centimetri di lunghezza. Era caratterizzato da un osso mascellare grande e ricurvo, dotato di una lamina con denti. La premascella, invece, era caratterizzata da denti a forma di spine di rosa e da un processo ascendente corto e arrotondato. Per quanto riguarda lo scheletro assiale, Beurlenichthys era caratterizzato dal primo centro preurale e il primo centro urale separati.

## Classificazione
Beurlenichthys è considerato un rappresentante basale dei Clupeocephala, il grande gruppo di pesci teleostei comprendenti la maggioranza dei pesci ossei odierni. Beurlenichthys ouricuriensis venne descritto per la prima volta nel 2004, sulla base di numerosi esemplari ritrovati nella formazione Romualdo nel Brasile nordorientale. Altri fossili di questo animale sono stati ritrovati nella formazione Riachuelo nel bacino di Sergipe-Alagoas.

## Paleoecologia
Beurlenichthys era senza dubbio un piccolo pesce che viveva in grandi banchi, proprio come le odierne sardine. Numerosi esemplari sono stati ritrovati in noduli della formazione Romualdo che contengono mortalità di massa di questo pesce (Martill et al., 2008).